# Matthew Underwood

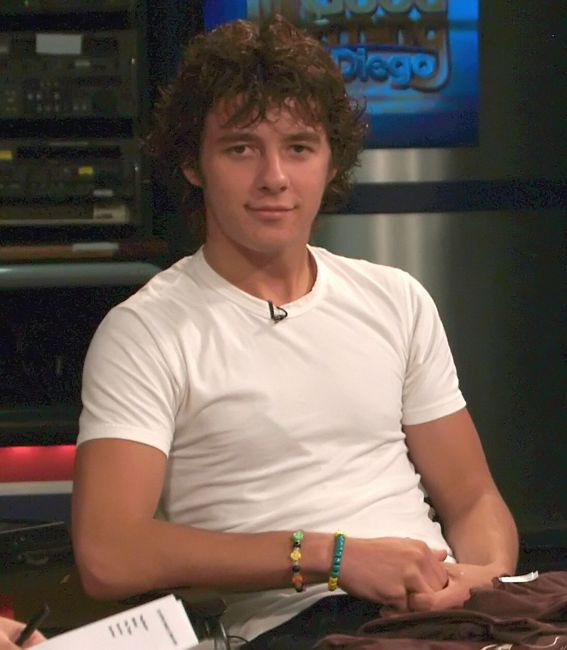
Matthew Underwood

Matthew Dillon Underwood född 23 april 1990 i Fort Pierce, Florida, USA är en amerikansk skådespelare. Han är mest känd i rollen som Logan Reese i TV-serien Zoey 101. Han har varit modell åt klädmärket HM år 2006 och blev samma år en av de mest framgångsrika och yngsta tonårsskådespelarna i Los Angeles.

## Filmografi

### Film och TV
- My Neighbors the Yamadas
- The Wishing Stone
- Go for It!
- Just Us Kids
- The Marionette
- Method & Red
- E-Venture Kids
- Zoey 101
- Web Journal Now
- Casper's Scare School
- Avatar: Legenden om Aang
- Zoey 101: Behind the Scenes
- Kids + Money
- Reality Horror Night
- Irea The Movie